# Redenção (álbum de Brother Simion)
Redenção é o sexto álbum de estúdio do cantor Brother Simion, lançado em julho de 2001 pela gravadora MK Publicitá. Brother Simion chegou até a gravadora apresentado pela banda de rock cristão Oficina G3, e segundo ele, foi um de seus trabalhos mais bem sucedidos, além de poder cantar para mais de cem mil pessoas num evento realizado pela gravadora no Rio de Janeiro.
O disco contém uma sonoridade próxima ao pop rock tendo várias baladas, algo não muito explorado pelo músico anteriormente. Foi lançado em formato físico CD e também digitalmente por vários canais digitais como o Sonora.
Foram produzidos ainda dois videoclipes para este álbum, o primeiro, da música título "Redenção", foi gravado em Tókio  e nos estúdios em São Paulo. O segundo, "Eclesiastes", foi gravado em fevereiro de 2001, na neve de Chicago, nos Estados Unidos.
As fotos do cd foram tiradas na Grécia, nas ilhas de Santorini e Paros, logo após uma temporada de eventos e shows do cantor na Polônia.

## Faixas
Todas as letras e músicas por Brother Simion
1. "Redenção" - 4:08
2. "No Altar" - 3:45
3. "Mistério De Deus" - 3:58
4. "Qualquer Lugar" - 2:59
5. "Eclesiates" - 4:16
6. "Eternidade" - 3:34
7. "Louvado Seja Deus" - 4:23
8. "O Dom Da Vida" - 2:44
9. "Presente" - 3:06
10. "Como o Homem Imagina, Assim Ele É" - 2:47
11. "É de Deus" - 2:28
12. "É de Manhã" - 4:27

## Ficha técnica
| Críticas profissionais | Críticas profissionais |
| Avaliações da crítica  | Avaliações da crítica  |
| Fonte                  | Avaliação              |
| ---------------------- | ---------------------- |
| O Propagador           | [ 7 ]                  |

- Produção executiva: MK Music
- Produção musical e arranjos: Alex Conti e Brother Simion
- Direção artística: Ciça Wurfel
- Engenheiro de áudio, gravação e mixagem: Alex Conti
- Auxiliar técnico: Sérgio Gil
- Consultor de áudio: Hudson Parente (Dudi)
- Masterização: Midas
- Gravado no Master Music Studios
- Voz, Gaita, Violão, Guitarra e Piano: Brother Simion
- Teclados adicionais: Ciça Wurfel
- Baixo, Bateria e Teclados: Alex Conti
- Guitarra; Fábio Badi
- Design Gráfico: Vision Brasil
- Fotos: Ciça Wurfel